# Róbert Antal
Róbert Antal (n. 21 iulie 1921, Budapesta, Regatul Ungariei – d. 1 februarie 1995, Toronto, Ontario, Canada) a fost un jucător de polo pe apă ce a reprezentat Ungaria, medaliat olimpic. A participat la o ediție a Jocurilor Olimpice (1952) în care a câștigat o medalie de aur.

## Participări
Lista de mai jos prezintă principalele competiții la care a participat Róbert Antal de-a lungul carierei.
- Vesipallo kesäolympialaisissa 1952[*]